# André (muzician)
Pentru cântărețul de hip-hop singer și membru al formației OutKast, vedeți André 3000.
André (în armeană, Անդրե), născut în 1979, este un cântăreț de muzică pop din Armenia, care a câștigat trofeul de cel mai bun cântăreț la gala Premiilor naționale ale muzicii din Armenia, atât în 2004 cât și în 2005. Ca o completare, cântărețul armean are o carieră muzicală la teatrul local din orașul său natal, Stepanakert, orașul cel mai mare al regiunii Nagorno-Karabakh, Azerbaidjan.